# IUCLID
IUCLID (englisch International Uniform ChemicaL Information Database) ist eine Software-Anwendung, die jedermann (vor allem Unternehmen der Chemieindustrie und Regierungsbehörden) zur Verfügung steht, um Daten über gefahrenbezogene Eigenschaften von chemischen Stoffen zu erfassen, zu speichern, zu pflegen und auszutauschen. IUCLID wurde ursprünglich vom Europäischen Chemikalienbüro (ECB) innerhalb des Instituts für Gesundheit und Verbraucherschutz der Gemeinsamen Forschungsstelle (GFS) der Europäischen Kommission  entwickelt und gewartet; die aktuelle Version IUCLID 6 wird von der Europäischen Chemikalienagentur in Verbindung mit der OECD entwickelt und gepflegt.
IUCLID ist kostenlos, und Version 6 ist seit April 2016 verfügbar.
IUCLID 6 ist das wesentliche Werkzeug für die chemische Industrie, um ihren Datenmeldeverpflichtungen (z. B. bei der Registrierung von Stoffen) unter REACH, einer EU-Verordnung betreffend der Produktion und der Verwendung von chemischen Stoffen nachzukommen. Zudem wird IUCLID ab 2020 für die Mitteilungen über gefährliche Gemische an die zuständigen Stellen der EU-Mitgliedstaaten nach Artikel 45 der Verordnung (EG) Nr. 1272/2008 (CLP) verwendet. Darüber hinaus kann das IUCLID-Format auch verwendet werden, um REACH-Dossiers bei der UK HSE einzureichen.

## Geschichte

### IUCLID Versionen 1 bis 4
- 1993: Erste IUCLID-Version für die EWG-Verordnung betreffend Altstoffe.[2]
- 1999: IUCLID wird das empfohlene IT-Werkzeug für das OECD HPV Programm.[3]
- 2000: IUCLID wird die für das EU Biozid-Gesetz vorgeschriebene Software, um aktive Wirkstoffe zu melden.

Im Laufe der Jahre haben rund 500 Organisationen weltweit IUCLID 4 installiert (Unternehmen der Chemieindustrie, zuständige Behörden der EU-Mitgliedstaaten, OECD-Sekretariat, US EPA, Japan METI, Dienstleister). Diese Anwender werden ihre IUCLID4-Daten in das neue IUCLID 5-Format migrieren können.

### IUCLID 5
2003, als deutlich wurde, dass die EU den Vorschlag für die REACH-Verordnung früher oder später verabschieden würde, beschloss die Europäische Kommission, IUCLID4 völlig zu überarbeiten und eine grundlegend neue Version zu erstellen: IUCLID 5, welches von den von REACH betroffenen Unternehmen der Chemieindustrie verwendet werden wird, um ihren Datenmeldeverpflichtungen nachzukommen.
IUCLID wird auch in Artikel 111 von REACH als das für Datensammlung und Übermittlung zu verwendende Werkzeug erwähnt.

### IUCLID 6
Die Version IUCLID 6 ist seit September 2024 verfügbar.

## IUCLID 5

### Datenformat und Datenaustausch
Die in IUCLID speicherbaren Daten umfassen Informationen über:
- die Organisation, in der IUCLID lokal läuft (Produktionsstätten, Kontaktpersonen usw.)
- den chemischen Stoff, der von der Organisation verwaltet wird, genauer:
  - Zusammensetzung,
  - Referenzinformation wie CAS-Nummer, EINECS-Nummer, EG-Nummer und andere Schlüssel,
  - Klassifizierung und Kennzeichnung,
  - Physikalisch-chemische Eigenschaften,
  - toxikologische Eigenschaften,
  - ökotoxikologische Eigenschaften.

Die OECD und die Europäische Kommission haben gemeinsam (mittels der XML-Formatsprache) ein Standard-Datenformat erarbeitet (OECD Harmonized Templates), in dem IUCLID die o.a. Daten ablegt, um den Datenaustausch zu erleichtern. IUCLID 5 ist die erste Anwendung weltweit, die diesen globalen Datenstandard umsetzt, der von vielen nationalen und internationalen Regulierungsbehörden anerkannt wird. Mittels IUCLID5 erfassten Studien kann jeweils ein Klimisch-Score zugeordnet werden.
Zahlreiche Stellen waren bei der Erarbeitung und der Überprüfung der OECD Harmonized Templates beteiligt, darunter das Business and Industry Advisory Committee (BIAC) der OECD, CEFIC, sowie andere Organisationen und Behörden.

### Anwendungsgebiete für IUCLID 5
Jedermann kann eine lokale IUCLID-5-Installation benutzen, um relevante Daten über chemische Stoffe zu sammeln, abzuspeichern, pflegen und mit anderen auszutauschen.

#### REACH
Ein von REACH betroffenes Unternehmen kann alle relevanten IUCLID-Daten in ein REACH-Dossier exportieren und dieses anschließend an die European Chemicals Agency (ECHA) übermitteln.

#### Andere Anwendungsgebiete
Dank der Kompatibilität des IUCLID-5-Datenformats mit den OECD Harmonized Templates können IUCLID 5-Daten zusätzlich zur Erstellung von REACH-Dossiers für zahlreiche andere Zwecke (wieder-)benutzt werden. Das IUCLID-Projektteam der Europäischen Kommission und internationale Behörden beraten derzeit darüber, die Anerkennung von IUCLID 5-Daten auf weitere nicht-REACH-Zuständigkeitsbereiche auszudehnen.
Gesetzgebungsbereiche und Programme, unter denen IUCLID-5-Daten bereits anerkannt werden, sind:
- OECD HPV Chemicals Programme[10]
- US HPV Challenge Programme[11]
- Japan HPV Challenge Programme[12] (vorausgesetzt, dass die OECD-Anleitungen für SIDS-Dossiers befolgt werden)

IUCLID 5 erstreckt sich auch auf den Bereich der Biozide/Pestizide; dies bedeutet, dass Daten, die für einen Stoff unter REACH erstellt wurden, relativ einfach um Biozid/Pestizid-Aspekte ergänzt und für Datenmeldeverpflichtungen unter dem EU-Biozid-Gesetz herangezogen werden können.

### Verfügbarkeit
Das IUCLID-5-Installations-Kit wird seit 13. Juni 2007 über die IUCLID-Website kostenlos an alle Interessenten ausgegeben.

### Technologie

#### IUCLID-Entwicklung und -Installation
IUCLID 5 ist eine Java-basierte Anwendung und benutzt das Hibernate-Framework für die Verwaltung der Persistenz. IUCLID 5 verfügt über eine Java Swing Benutzeroberfläche (GUI) und kann sowohl an einem Einzelarbeitsplatz als auch in einer Mehrnutzerumgebung installiert werden.
IUCLID 5 kann installiert werden:
- entweder in einer 100 % Open Source Systemumgebung, die Tomcat als Webserver und PostgreSQL als Datenbanksystem (DBMS) verwendet,
- oder in einer kommerziellen Systemumgebung, die den Web Logic Server von BEA Systems als Application Server und/oder Oracle als Datenbanksystem (DBMS) verwendet.

#### IUCLID-System-Mindestvoraussetzungen
IUCLID kann auf jedem modernen PC installiert werden. Um eine optimale Performance sicherzustellen, sollte der Arbeitsspeicher (RAM) mindestens 1 GB groß sein.